# 시우 블랙
시우 블랙(Siu Black, 1967년 8월 27일 ~ )은 베트남의 가수이다. 2007년부터 2010년까지 방송된 팝 아이돌의 베트남판 버전인 베트남 아이돌(Vietnam Idol)의 심사위원을 받았다.